# Énergie aérothermique

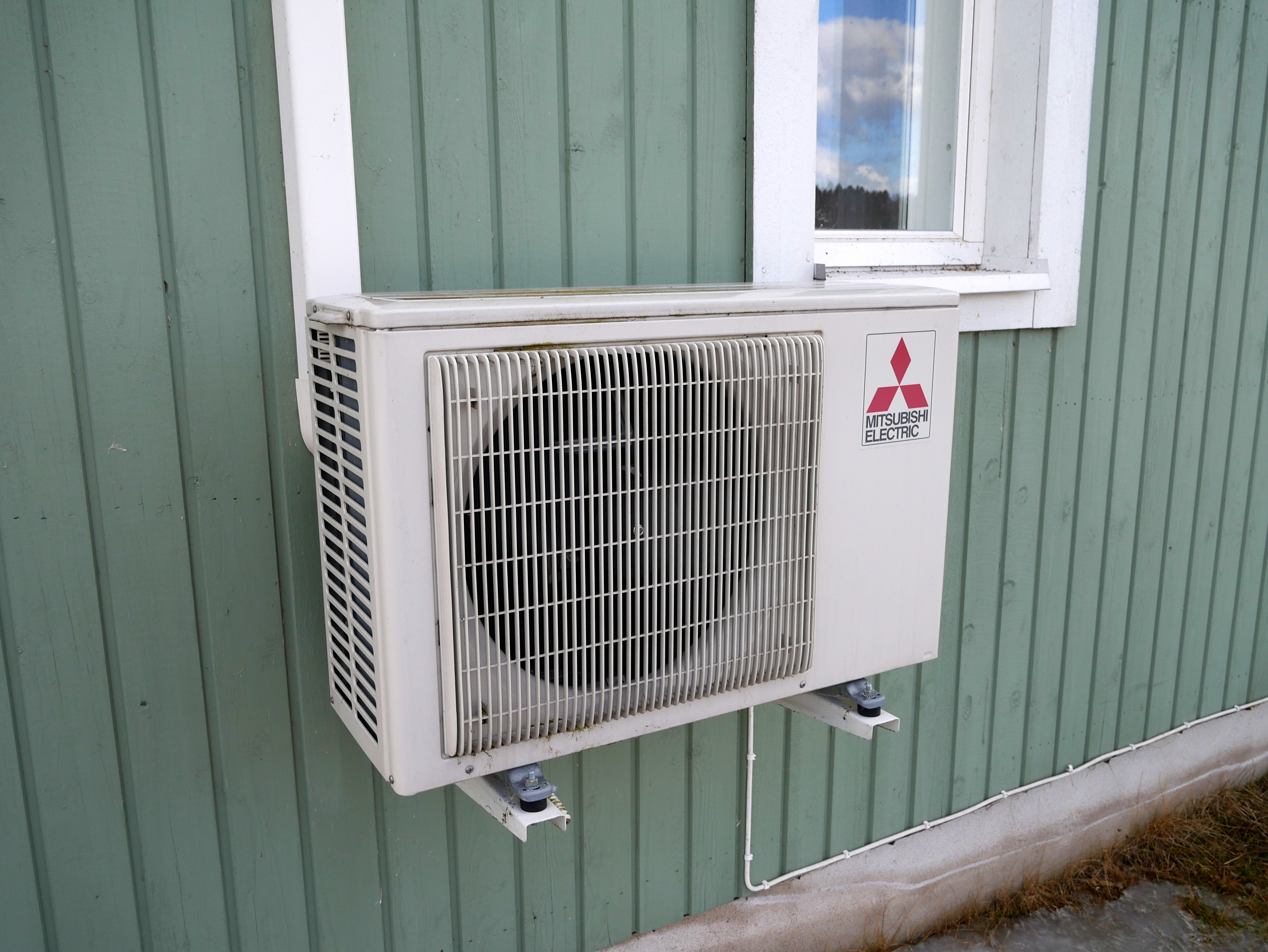
groupe externe d'une pompe à chaleur

L'énergie aérothermique est l'énergie thermique utilisée par les pompes à chaleur grâce aux calories qui se trouvent emmagasinées sous forme de chaleur dans l'air ambiant.